# Mentasan
Mentasan is een bestuurslaag in het regentschap Cilacap van de provincie Midden-Java, Indonesië. Mentasan telt 4594 inwoners (volkstelling 2010).